# Heartstopper (2006)
Heartstopper ist ein kanadischer Horrorfilm aus dem Jahr 2006.

## Handlung
Sheriff Berger hat es geschafft, den Serienmörder Jonathan Chambers zu fassen und zu inhaftieren. Der Mörder soll auf dem elektrischen Stuhl sterben. Doch trotz erhöhter Stromzufuhr überlebt er die Hinrichtung unbemerkt, weil der Teufel in ihm steckt. Er wird für die Autopsie ins Krankenhaus gebracht. Auf dem Weg dahin stößt die Polizei auf die Teenagerin Sara Wexler, die wegen Mobbing Suizidgedanken hatte und vor ein Auto gelaufen ist. Mit gebrochenem Bein kommt sie in denselben Krankenwagen wie Chambers und merkt, dass dieser noch lebt.
Im Krankenhaus bemerkt der Pathologe Dr. Hitchens noch, dass Chambers ein Auge öffnet. Dann wird Chambers' von der Hinrichtung entstelltes Gesicht wieder normal und er tötet den Pathologen. Nachdem Berger Hitchens' Leiche entdeckt hat, greift Chambers den Sheriff mit einem Defibrillator an. In dem Moment sorgt ein Blitz des draußen tobenden Unwetters für einen Stromausfall. Daraufhin reißt der Mörder Bergers Herz heraus und tötet ihn so.
Sara kann sich trotz der Anweisung der Krankenschwester in der Zwischenzeit nicht beruhigen. Im Bett neben sich sieht sie ihren Mitschüler Walter Brooks, der eine Wunde am Bauch hat. Sie überredet ihn, ihr zu helfen und er fährt sie mit einem Rollstuhl aus dem Zimmer. Sara und Walter sehen Chambers, der weitere Ärzte und Patienten ermordet hat. In einem blutverschmierten Raum stellen sie sich zwischen den Leichen tot.
Dann fliehen sie mit Krankenschwester Denise, die die beiden in den Keller führt. Dort droht Walter an seiner Wunde zu verbluten und Denise will aufgeben. Sara humpelt nochmal nach oben und holt Blutkonserven für Walter. Dabei begegnet sie Chambers. Er ist auf Vergeltung aus. Außerdem will er Saras Körper übernehmen, da sein eigener zu alt ist. Er versucht ihr einzureden, dass Trina, die Sara gemobbt hat, böse ist und bekämpft werden muss. Nachdem Walter eine Bluttransfusion erhalten hat, verlassen Sara und er den Keller. Chambers holt sich Denise, die kurz darauf stirbt.
Sara sieht zwischen mehreren Leichen auch die ihrer Mutter, die sie zuvor im Krankenhaus besucht hatte. Sie schnappt sich die Pistole des Sheriffs und schießt damit mehrmals auf Chambers. Als der Mörder auf dem Boden liegt, drängt Walter Sara, Chambers das Herz herauszureißen, wie dieser es immer bei seinen Opfern macht. Sara sticht jedoch nur mit dem Skalpell auf ihn ein, weshalb er weiterlebt. Dann lässt Sara Chambers die Redewendung „Wer Wind sät, wird Sturm ernten“ wiederholen. In dem Moment stößt sie ihn durch eine Glastür nach draußen, wo er von einem Wirbelsturm weggerissen wird. Nachdem der Sturm aufgehört hat, verlassen Sara und Walter das Krankenhaus und werden von der Polizei aufgegriffen.

## Rezeption
Für den Filmdienst ist es ein „[e]ffektvoll inszenierter, gedanklich minderbemittelter Horrorfilm, der die Stereotypen des Genres bedient“.